# 鈴木鐸志
鈴木 鐸志（すずき たくし、1935年3月19日 - ）は、日本の経営者。淀川製鋼所社長を務めた。

## 来歴・人物
高知県出身。1957年に高知大学文理学部社会学科を卒業し、同年に淀川製鋼所に入社。1993年6月に取締役に就任し、1995年6月に常務を経て、2001年6月に社長に就任。2006年6月に会長に就任。